# KaMeRu
Der KaMeRu Verlag ist ein Schweizer Verlag, der 1998/1999 in Zürich gegründet wurde. In ihm erscheinen neben Krimis, Thriller und historischen Romanen auch Belletristik sowie Übersetzungen aus dem osteuropäischen und skandinavischen Raum.
Seit 2011 verlegt der KaMeRu Verlag die Zeitschrift entwürfe.
Zu den Autoren des KaMeRu-Verlages zählen unter anderem C.K. Miller, Christina Casanova, Katarina Madovčik, Cornelia Kempf, Marc P. Sahli, Christian Heinke, Angus Alasdair, Wolfgang Marx, Sabine Meisel, Marcel Kuoni, Pascal Ruf, Fabian Schaefer, Adrian Zschokke, Magdalena Zschokke, Fritz M. Jörgensson, Sanela Tadic, Ruth Hennig u. a.
Der Verlag ist nicht Mitglied von Branchenorganisationen wie etwa dem Schweizer Buchhändler- und Verleger-Verband. 2012 wurde er vom Verband Autorinnen und Autoren der Schweiz mit der plume de plomb (Bleifeder) ausgezeichnet als Hinweis „auf Verbesserungspotential in der Zusammenarbeit mit seinen Autorinnen und Autoren“.